# Juan Pérez Mendoza
Juan Pérez Mendoza (Montellano, Provincia de Sevilla, España. 28 de agosto de 1885 - Sevilla, 1936), político y primer alcalde republicano de Montellano. Fue asesinado por los golpistas contrarios a la República, en 1936, cuando era diputado provincial.

## Biografía
El 28 de agosto de 1885 nace en Montellano Juan Pérez Mendoza, en el seno de una familia de pequeños propietarios.
Desde joven empiezan en Pérez Mendoza sus inquietudes políticas, que se mueven entre las tertulias locales (casinos, bares…) donde se mezclan viejos liberales progresistas y los ecos del nuevo republicanismo sevillano y Sevilla, ciudad donde reside en varias ocasiones. Es allí donde conoce a Diego Martínez Barrio, que influirá notablemente en él, entablando una amistad a la que fue fiel en todas las circunstancias y avatares por las que atraviesa éste.
Ya en 1917, en plena efervescencia política, fue nombrado vicepresidente de la Junta del Partido Republicano en Montellano.
Juan Pérez Mendoza fue el primer alcalde elegido por sufragio de Montellano desde las cruciales elecciones de abril de 1931. Entre sus realizaciones figuran la puesta en marcha de numerosos proyectos (nuevos colegios, red de abastecimiento de aguas, creación de la Policía rural, nuevo cuartel de la Guardia Civil etc.), pero su relevancia histórica está en el talante conciliador, en la capacidad de diálogo, en su influencia a nivel provincial y en su determinación como defensor de la República.
Juan Pérez Mendoza fue asesinado por los nacionales en Sevilla en 1936 cuando era diputado provincial.